# Ministère de la Culture (Estonie)
Pour les articles homonymes, voir Ministère de la Culture.
Le ministère de la Culture d'Estonie (en estonien : Eesti Kultuuriministeerium) est un ministère chargée de la politique culturelle en Estonie.

## Présentation
Le ministère est chargé de créer des conditions législatives et financières favorables à la promotion et au développement de la culture estonienne, de son patrimoine et des sports.
Les domaines dont le ministère de la culture est responsable sont :
- littérature et édition ;
- théâtre ;
- musique ;
- beaux-arts ;
- cinéma ;
- art folklorique ;
- musées ;
- bibliothèques ;
- héritage culturel ;
- industries créatives ;
- politique de radiodiffusion et audiovisuelle ;
- droit d'auteur et droits voisins ;
- diversité culturelle et intégration ;
- sports.

## Liste des ministres
- Heidy Purga (17 avril 2023-)